# Charlottesville Challenger
Charlottesville Challenger, właśc. Charlottesville Tennis Challenger – męski turniej tenisowy rangi ATP Challenger Tour. Rozgrywany na kortach twardych w hali w amerykańskim Charlottesville od 2009 roku.

## Mecze finałowe

### Gra pojedyncza
| Rok  | Mistrz             | Finalista           | Wynik            |
| 2022 | Ben Shelton        | Christopher Eubanks | 7:6(4), 7:5      |
| 2021 | Stefan Kozlov      | Aleksandar Vukic    | 6:2, 6:3         |
| 2020 | Nie rozgrywany     | Nie rozgrywany      | Nie rozgrywany   |
| 2019 | Vasek Pospisil     | Brayden Schnur      | 7:6(2), 3:6, 6:2 |
| 2018 | Tommy Paul         | Peter Polansky      | 6:2, 6:2         |
| 2017 | Tim Smyczek        | Tennys Sandgren     | 6:7(5), 6:3, 6:2 |
| 2016 | Reilly Opelka      | Ruben Bemelmans     | 6:4, 2:6, 7:6(5) |
| 2015 | Noah Rubin         | Tommy Paul          | 3:6, 7:6(7), 6:3 |
| 2014 | James Duckworth    | Liam Broady         | 5:7, 6:3, 6:2    |
| 2013 | Michael Russell    | Peter Polansky      | 7:5, 2:6, 7:6(5) |
| 2012 | Denis Kudla        | Alex Kuznetsov      | 6:0, 6:3         |
| 2011 | Izak van der Merwe | Jesse Levine        | 4:6, 6:3, 6:4    |
| 2010 | Robert Kendrick    | Michael Shabaz      | 6:2, 6:3         |
| 2009 | Kevin Kim          | Somdev Devvarman    | 6:4, 6:7(8), 6:4 |

### Gra podwójna
| Rok  | Mistrzowie                        | Finaliści                           | Wynik             |
| 2022 | Julian Cash Henry Patten          | Alex Lawson Artem Sitak             | 6:2, 6:4          |
| 2021 | William Blumberg Max Schnur       | Treat Huey Frederik Nielsen         | 3:6, 6:1, 14–12   |
| 2020 | Nie rozgrywany                    | Nie rozgrywany                      | Nie rozgrywany    |
| 2019 | Mitchell Krueger Blaž Rola        | Sekou Bangoura Blaž Kavčič          | 6:4, 6:1          |
| 2018 | Harri Heliövaara Henri Laaksonen  | Toshihide Matsui Frederik Nielsen   | 6:3, 6:4          |
| 2017 | Denis Kudla Danny Thomas          | Jarryd Chaplin Miķelis Lībietis     | 6:7(4), 1:4 krecz |
| 2016 | Brian Baker Sam Groth             | Brydan Klein Ruan Roelofse          | 6:3, 6:3          |
| 2015 | Chase Buchanan Tennys Sandgren    | Peter Polansky Adil Shamasdin       | 3:6, 6:4, 10–5    |
| 2014 | Treat Huey Frederik Nielsen       | Lewis Burton Marcus Willis          | 3:6, 6:3, 10–2    |
| 2013 | Steve Johnson Tim Smyczek         | Jarmere Jenkins Donald Young        | 6:4, 6:3          |
| 2012 | John Peers John-Patrick Smith     | Jarmere Jenkins Jack Sock           | 7:5, 6:1          |
| 2011 | Treat Huey Dominic Inglot         | John Paul Fruttero Raven Klaasen    | 4:6, 6:3, 10–7    |
| 2010 | Robert Kendrick Donald Young      | Ryler DeHeart Pierre-Ludovic Duclos | 7:6(5), 7:6(3)    |
| 2009 | Martin Emmrich Andreas Siljeström | Dominic Inglot Rylan Rizza          | 6:4, 3:6, 11–9    |